# Richard Pearlman
Richard Pearlman (Norwalk, 17 luglio 1937 – Chicago, 8 aprile 2006) è stato un regista teatrale e direttore artistico statunitense.

## Biografia
Nato a Norwalk, nel Connecticut, e cresciuto a Tucson, in Arizona, Pearlman si è laureato in inglese alla Columbia University di New York e ha iniziato la sua carriera come regista teatrale residente al Metropolitan Opera dal 1964 al 1967, dove ha lavorato con Gian Carlo Menotti, Franco Zeffirelli, Luchino Visconti e Tyrone Guthrie. Mentre era assistente alla regia di Zeffirelli, che era assente, Pearlman diresse la sua prima opera, Lucia di Lammermoor di Donizetti, all'Opera di Chicago nel 1962.
Queste esperienze portarono alla sua prima direzione accreditata, la prima messa in scena americana di Béatrice et Bénédict di Berlioz per l'Opera Nazionale di Washington nella stagione 1964-65. Dopo un periodo come direttore del personale al Metropolitan Opera, diventò direttore generale dell'Opera di Washington dal 1967 al 1970. Tra i suoi lavori vi era una versione di The Medium registrata dalla Columbia, il debutto operistico della star del cinema Madeline Kahn e una grande produzione cinematografica/live action di Il giro di vite con Benita Valente e Eleanor Steber, che fu altamente acclamata.
Negli anni che seguirono, Pearlman fece molti debutti di regia in tutti gli Stati Uniti. La sua associazione con lo Spring Opera Theatre della San Francisco Opera iniziò nel 1971 con Don Pasquale di Donizetti e continuò con altre sei produzioni fino al 1976.
Pearlman mise in scena la prima mondiale di L'uomo di fiducia di George Rochberg alla Santa Fe Opera nel 1982. Nel 1971 diresse la prima produzione montata professionalmente dell'opera rock Tommy dei The Who, con Bette Midler, per la Seattle Opera. Nel 1987 mise in scena e produsse la première di Reaching for the Moon, un musical fino a quel momento ancora ineseguito di George e Ira Gershwin.
Dal 1976 al 1995, Pearlman ha diretto l'Eastman Opera Theatre presso la Eastman School of Music dell'Università di Rochester, dove ha formato molti importanti cantanti tra cui Renée Fleming. La sua messa in scena dell'opera da camera di Conrad Susa, "Transformations", prodotta a Carmel Valley, in California nel 1977, comprendeva gli studenti della Eastman School of Music.
Nel 1995 Pearlman fu nominato direttore del Lyric Opera Center for American Artists, il programma di apprendistato della Lyric Opera di Chicago dove contribuì a lanciare le carriere di decine di giovani cantanti, tra cui Nicole Cabell, Erin Wall, Maria Kanyova, Dina Kuznetsova, Matthew Polenzani, David Cangelosi e Christopher Feigum.
Le produzioni di Pearlman avevano una reputazione sia per fedeltà che per adesione alle intenzioni del compositore e per l'interpretazione audace. Una produzione de L'incoronazione di Poppea di Monteverdi fu aggiornata all'Italia di Mussolini negli anni '30, una produzione de Il flauto magico di Mozart con un boa constrictor dal vivo e una messa in scena di Albert Herring di Britten era una perfida parodia dell'utopia conservatrice del primo ministro britannico Margaret Thatcher. "L'opera è la musica", ha detto una volta. "Se cerchi di andare contro questo, non viene mai fuori bene."
Attivo anche come scrittore e traduttore, le sue traduzioni de La bohème, La Périchole, Faust, La finta giardiniera, e La cambiale di matrimonio (ribattezzata The IOU Wedding) vengono spesso eseguite.
Morì di cancro al Rush University Medical Center di Chicago.